# Дженніфер Голланд
Дженніфер Голланд (англ. Jennifer Holland, нар. 9 листопада 1987, Чикаго, Іллінойс) — американська акторка, яка відзначилася своєю грою в ролі Емілії Гаркорт у фільмі «Загін самогубців» і телесеріалі «Миротворець». Вона також працювала в «American Pie Presents: The Book of Love».

## Кар'єра
Коли їй було 16, вона переїхала з Чикаго до Лос-Анджелеса, для того, щоб зробити акторську кар'єру. Також вона має досвід у гімнастиці.
У 2008 році Голланд озвучувала персонажа Кейт в короткометражному фільмі «Кошмари: Двірник». А вже у 2017 році вона знялася в ролі Бекі Філліпс в обмеженій серії «Sun Records».
У 2019 році зіграла директора школи міс Еспеншид у фільмі «Гори, гори ясно».
2021 рік приніс їй роль Емілії Харкорт в супергеройському фільмі «Загін самогубців».
У 2022 році вона відіграла цю роль ще раз, у телесеріалі HBO Max «Миротворець».
2023 року зіграла Квол у фільмі «Вартові Галактики. Частина 3»[6].

## Особисте життя
2015 року Дженніфер розпочала стосунки зі сценаристом і режисером Джеймсом Ґанном. У лютому 2022 року вони побралися, а у вересні 2022 року зіграли весілля.

## Фільмографія
| Рік        |    | Українська назва                    | Оригінальна назва                       | Роль                          |
| ---------- | -- | ----------------------------------- | --------------------------------------- | ----------------------------- |
| 2004       | в  | Сестринство                         | The Sisterhood                          | Крістін                       |
| 2004       | с  | Дрейк і Джош                        | Drake & Josh                            | дівчина                       |
| 2004       | с  | Бухта Данте                         | Dante's Cove                            | Тіна                          |
| 2005       | ф  | Дім мерців 2                        | House of the Dead 2                     | дівчина з жіночого товариства |
| 2005       | с  | C.S.I.: Місце злочину Маямі         | CSI: Miami                              | Джулі Ганнон                  |
| 2008       | в  | Зомбі-стриптизерки                  | Zombie Strippers                        | Джессі                        |
| 2009       | в  | Американський пиріг: Книга кохання  | American Pie Presents: The Book of Love | Ешлі                          |
| 2009       | с  | Звабливі та вільні                  | Cougar Town                             | Кенді                         |
| 2010       | с  | Різзолі та Айлз                     | Rizzoli & Isles                         | Дівчина бікіні з фольги       |
| 2010       | с  | Дні нашого життя                    | Days of Our Lives                       | Ейпріл                        |
| 2010       | с  | Кістки                              | Bones                                   | Ніколь Твіст                  |
| 2011       | с  | Супа ніндзя                         | Supah Ninjas                            | Мелані                        |
| 2012       | тф | Усі неправильні місця               | All the Wrong Places                    | Джекі                         |
| 2012       | с  | Американська історія жаху: Притулок | American Horror Story: Asylum           | медсестра Блеквелл            |
| 2013       | с  | Болота                              | The Glades                              | Ешлі Коллінз                  |
| 2014       | с  | Сприйняття                          | Perception                              | Люсі Галперн                  |
| 2016       | с  | Година пік                          | Rush Hour                               | Джулія                        |
| 2017       | с  | Сан Рекордс                         | Sun Records                             | Беккі Філліпс                 |
| 2019       | ф  | Брайтберн                           | Brightburn                              | місс Еспеншид                 |
| 2021       | ф  | Загін самогубців: Місія навиліт     | The Suicide Squad                       | Емілія Гаркорт                |
| 2022       | ф  | Чорний Адам                         | Black Adam                              | Емілія Гаркорт                |
| 2022       | ф  | Постав мені п'ятірку                | Give Me an A                            | Сієнна                        |
| 2022—т. ч. | с  | Миротворець                         | Peacemaker                              | Емілія Гаркорт                |
| 2023       | ф  | Шазам! Лють Богів                   | Shazam! Fury of the Gods                | Емілія Гаркорт                |
| 2023       | ф  | Вартові галактики 3                 | Guardians of the Galaxy Vol. 3          | Квол                          |